# Историко-архивный институт РГГУ
Историко-архивный институт РГГУ (ИАИ РГГУ) — высшее учебное заведение в составе Российского государственного гуманитарного университета, которое занимает здания бывшего Печатного двора на Никольской улице Китай-города. Правопреемник Московского историко-архивного института (МГИАИ), основанного в 1930 году.

## Факультеты
Факультеты Института расположены как в историческом здании МГИАИ по адресу: 103012, Москва, ул. Никольская, д. 15., так и в основных зданиях кампуса РГГУ на Миусской площади по адресу: 125047, Москва, Миусская площадь, д. 6.

### Факультет архивоведения и документоведения (ФАД)
Был образован путём объединения двух старейших факультетов Историко-архивного института — факультета архивного дела и факультета документоведения и технотронных архивов. Преподавание ведётся по шести направлениям подготовки бакалавриата и магистратуры.
Декан — кандидат исторических наук, профессор Ф. Г. Тараторкин.
Состав факультета:
- Кафедра источниковедения (заведующий — доктор исторических наук, профессор В. И. Дурновцев). Сотрудники кафедры: С. В. Ашмарина, И. М. Гарскова, Е. И. Гололобов, В. Б. Жиромская, А. А. Локтева, И. И. Манцеров, Т. В. Медведева, А. В. Собисевич, Н. Е. Соничева, Н. В. Тихомиров, В. А. Широкова, С. В. Шпирко.
- Кафедра архивоведения (заведующая — кандидат исторических наук, профессор Е. М. Бурова). Сотрудники кафедры: О. Е. Антонова, Е. С. Герасимова, А. А. Карандеева, В. П. Козлов, Н. А. Муравьева, И. Е. Ромашин.
- Кафедра истории и организации архивного дела (заведующая — доктор исторических наук, профессор Т. И. Хорхордина). Сотрудники кафедры: К. А. Мазин, А. В. Попов, О. Г. Санин, Ф. Г. Тараторкин, Н. И. Химина, А. К. Чапанов.
- Кафедра документоведения, аудиовизуальных и научно-технических архивов (заведующая — кандидат исторических наук, доцент Ю. М. Кукарина). Сотрудники кафедры: С. А. Глотова, Г. А. Двоеносова, М. М. Жукова, А. Ю. Конькова, П. А. Кюнг, Г. Н. Ланской, Л. Р. Париева, З. М. Рубинина, Л. В. Сергеева, С. Э. Ульянцева, М. А. Чичуга.
- Кафедра автоматизированных систем документационного обеспечения управления (заведующий — доктор исторических наук, профессор М. В. Ларин). Сотрудники кафедры: О. Н. Букреева, Н. Г. Суровцева, А. А. Яганова, В. Ф. Янковая.
- Лаборатория документоведения и технотронных архивов (заведующая — ст. научный сотрудник научно-исследовательского сектора МГИАИ Е. А. Ефименко).
- Учебно-научный центр историко-архивоведения (директор УНЦ — руководитель Федерального архивного агентства, доктор исторических наук, профессор А. Н. Артизов)[5].

### Исторический факультет (ИФ)
Создан в 2020 году путём объединения направлений подготовки «Истории» университета в мощную научно-образовательную структуру. Преподавание ведется по восьми направлениям подготовки бакалавриата и магистратуры.
Декан — доктор исторических наук, профессор Е. В. Барышева.
Состав факультета:
- Кафедра истории и теории исторической науки (заведующая — доктор исторических наук, профессор Е. В. Барышева). Сотрудники кафедры: К. А. Соловьёв, А. С. Усачёв, П. А. Алипов, С. С. Новосельский, Н. В. Иллерицкая.
- Кафедра всеобщей истории (заведующий — кандидат исторических наук, доцент П. Н. Лебедев). Сотрудники кафедры: И. Е. Ермолова, О. В. Ауров, В. А. Бароне, Н. В. Ростиславлева, Р. В. Зарапин.
- Кафедра истории России средневековья и нового времени (заведующий — доктор исторических наук, профессор А. Л. Юрганов). На кафедре также преподают И. В. Курукин, Е. А. Антонова, А. О. Буранок, Ф. Г. Тараторкин. Долгое время на кафедре работали А. В. Каравашкин и А. И. Комиссаренко, В. Я. Петрухин.
- Кафедра истории России новейшего времени (заведующий — доктор исторических наук, профессор А. Б. Безбородов). Сотрудники кафедры: А. А. Киличенков, М. А. Бабкин, И. В. Быстрова, Л. Е. Горизонтов, И. А. Альтман и др.
- Кафедра вспомогательных исторических дисциплин (заведующий — кандидат исторических наук, доцент Е. В. Пчелов). Сотрудники кафедры — Ю. Э. Шустова, Д. Н. Рамазанова, О. А. Шашкова, Н. А. Комочев.
- Кафедра истории государственных учреждений и общественных организаций (заведующая — доктор исторических наук, профессор Т. Г. Архипова); Сотрудники кафедры: А. С. Сенин, М. А. Андреев, А. Ю. Бахтурина, Л. Н. Варламова, Д. С. Галиева.
- Учебно-научный Мезоамериканский центр имени Ю. В. Кнорозова (директор центра — доктор исторических наук, профессор Г. Г. Ершова). Сотрудники центра: Д. Д. Беляев, И. Н. Косиченко и др.
- Учебно-научный центр региональной истории, краеведения и москвоведения (руководитель центра — кандидат культурологии, доцент Д. М. Абрамов). Сотрудники центра: М. Д. Ковалёва, И. П. Азерникова.
- Учебно-научный центр «Новая Россия. История постсоветской России» (директор центра — кандидат исторических наук, доцент, А. К. Сорокин). Сотрудники центра: К. И. Могилевский, Л. Е. Горизонтов, Е. Б. Зиновьева, Т. Ю. Луцина.
- Центр междисциплинарных гуманитарных исследований РГГУ (руководитель центра — доктор исторических наук, профессор Г. Г. Ершова).
- Международный научно-образовательный центр истории Холокоста и геноцидов (директор центра — кандидат исторических наук, профессор И. А. Альтман);

### Факультет международных отношений и зарубежного регионоведения (ФМОПиЗР)
Факультет международных отношений, политологии и зарубежного регионоведения (ФМОПиЗР) Историко-архивного института Российского государственного гуманитарного университета был создан в декабре 2015 года на базе существовавшего в РГГУ с 2007 года Отделения международных отношений и зарубежного регионоведения. Преподавание ведётся по трём направлениям подготовки бакалавриата и магистратуры: «Международные отношения», «Зарубежное регионоведение» и «Политология».
Декан — доктор юридических наук, профессор, член-корреспондент РАН В. С. Христофоров.
Состав факультета:
- Кафедра зарубежного регионоведения и внешней политики (заведующая — проректор по научно-проектной работе, доктор исторических наук, профессор, О. В. Павленко);
- Кафедра американских исследований (заведующая — доктор исторических наук, профессор В. И. Журавлёва);
- Кафедра международной безопасности (заведующий — доктор юридических наук, профессор, член-корреспондент РАН В. С. Христофоров);
- Кафедра иностранных языков (заведующая — кандидат филологических наук, профессор Л. А. Халилова);
- Кафедра теоретической и прикладной политологии (заведующий — доктор политических наук, профессор Н. А. Борисов);

### Факультет востоковедения и социально-коммуникативных наук (ФВиСКН)
Факультет истории, политологии и права (ФИПП) был создан в 1994 году. В 2020 году реорганизован в факультет востоковедения и социально-коммуникативных наук (ФВиСКН) из-за ухода ряда кафедр и направлений подготовки в другие структуры РГГУ. Преподавание ведется по пяти направлениям подготовки бакалавриата и магистратуры: «Востоковедение и африканистика» (арабский, китайский, фарси), «Туризм», «Гостиничное дело», «Сервис».
Декан — доктор исторических наук, профессор А. П. Логунов.
Состав факультета:
- Кафедра культуры мира и демократии (заведующая — кандидат исторических наук, доцент М. А. Гордеева);
- Кафедра современного Востока и Африки (заведующий — доктор исторических наук, профессор Н. А. Филин);
- Кафедра общественных связей, туризма и гостеприимства (заведующий — кандидат экономических наук, доцент С.А. Голубцов).

## Директора института
- Е. В. Старостин (1992—1996)
- А. Б. Безбородов (1996—2019)
- Е. М. Бурова (2019—2024, и.о.)
- Ф. Г. Тараторкин (и. о. с 2024)